# Lioplax cyclostomaformis
Lioplax cyclostomaformis är en snäckart som först beskrevs av I. Lea 1841.  Lioplax cyclostomaformis ingår i släktet Lioplax och familjen sumpsnäckor. IUCN kategoriserar arten globalt som sårbar. Inga underarter finns listade i Catalogue of Life.